# جان الکساندر رینا نیولندز
جان الکساندر رینا نیولندز (انگلیسی: John Alexander Reina Newlands؛ زاده ۲۶ نوامبر ۱۸۳۷ - درگذشته ۲۹ ژوئیه ۱۸۹۸) یک دانشمند در زمینه شیمی تجزیه اهل بریتانیا بود.